# Alessandra Lunardi
Alessandra Lunardi (Lucca, 30 gennaio 1958) è una matematica italiana specializzata in analisi matematica. È docente ordinaria presso il Dipartimento di Scienze Matematiche, Fisiche e Informatiche dell'Università di Parma.

## Istruzione e carriera
Si è formata presso l'Università di Pisa e nel 1983 ha conseguito il dottorato con una tesi dal titolo "analiticità della soluzione massima per equazioni non lineari negli spazi di Banach", che è stata supervisionata da Giuseppe Da Prato. Dopo aver continuato i suoi studi come ricercatrice a Pisa, nel 1987 è stata assunta come docente ordinaria presso l'Università degli Studi di Cagliari, trasferendosi successivamente a Parma. È una dei sei redattori capo della rivista Nonlinear Differential Equations and Applications (NoDEA) ed è stata anche caporedattrice della Rivista di Matematica dell'Università di Parma, oltre ad aver fatto parte del comitato di redazione delle riviste Journal of Evolution Equations, Journal of Mathematical Analysis and Applications ed Evolution Equations and Control Theory. I suoi ultimi studi sono incentrati sulle equazioni ellittiche e paraboliche lineari con coefficienti illimitati (equazioni di Kolmogorov). Dal 2017 è Mercator Fellow presso l'Università di Bielefeld. Ha partecipato a più di ottanta convegni internazionali e ha tenuto molteplici seminari presso università italiane e straniere. Al momento ha all'attivo più di 120 pubblicazioni.

## Scritti
- Analytic semigroups and optimal regularity in parabolic problems (Birkhäuser, 1995);
- Interpolation theory (Edizioni della Normale, 1998);
- Insieme a G. Da Prato, P. C. Kunstmann, I. Lasiecka, R. Schnaubelt, e L. Weis è coautrice del saggio Functional Analytic Methods for Evolution Equations (Springer, 2004).

## Riconoscimenti
- Premio Bartolozzi dell'Unione Matematica Italiana nel 1987;
- Premio Amerio dell'Istituto Lombardo Accademia di Scienze e Lettere nel 2017[3].